# Іван Вілібор Синчич
Іван Вілібор Синчич (хорв. Ivan Vilibor Sinčić; нар. 28 серпня 1990, Карловаць) — хорватський політик, діяч руху проти виселень, голова партії Жива стіна, депутат Європарламенту з 2019 року.

## Життєпис
Закінчив бакалаврат на електротехнічному факультеті Загребського університету.
2011 року спільно з майбутнім колегою по парламенту Іваном Пернаром доклав зусиль до заснування партії Жива стіна.
Взяв участь у президентських виборах 2014 року в Хорватії. Свою передвиборну кампанію побудував на принциповій критиці «політичного істеблішменту» та банків. Те, що студент у першому турі виборів президента 28 грудня 2014 посів третє місце після відомих політиків Іво Йосиповича і Колінди Грабар-Кітарович, здобувши 16,42% голосів, стало несподіванкою виборів. 
Уперше обраний депутатом хорватського парламенту на виборах 2015 р., коли балотувався від 7-го виборчого округу. Приступив до виконання депутатських обов'язків 28 грудня 2015 р. Hа позачергових парламентських виборах 2016 р. переобраний на новий строк.
26 травня 2019 р. його обрали до Європарламенту, але він оголосив, що не займе свого місця. 4 червня 2019 р. президія його партії вирішила, що Синчич все одно займе своє місце в Європарламенті, оскільки він отримав найбільше преференційних голосів на виборах, що відбулися 26 травня 2019 р.
2016 р. одружився з діячкою «Живої стіни» і колишньою співголовинею партії Владимирою Палфі. У них є син на ім'я Ксавер.